# Rattus nativitatis
La rata bulldog (Rattus nativitatis) fue una especie de rata endémica de la Isla de Navidad, en el Océano Índico, ya extinta.

## Morfología
Tenía una longitud media de 20 cm. Peso de alrededor de 800 g (250-300 g según otra fuente). En el dorso tenía una capa de grasa de dos centímetros de grosor cuya función se desconoce. Orejas pequeñas, cabeza chata, incisivos grandes y cola corta.
Era de color rojizo oscuro o pardo en la zona superior y algo más claro en la inferior. De pelo largo, espeso y basto.

## Etología
Esta rata vivía en las colinas más elevadas y los bosques más densos de la isla.  Vivía en pequeñas colonias, en madrigueras con un desarrollo entre raíces de árboles o en troncos huecos de bosques primarios. Eran lentos, nunca trepaban a los árboles, sus costumbres eran estrictamente nocturnas y parece ser que la luz diurna les aturdía. Era un animal herbívoro, si bien otra fuente indica que no hay registros de su tipo de alimentación.

## Descubrimiento y extinción
Fue descubierta por Thomas en 1888 y descrita por él mismo en 1889.
El último registro de avistamiento de un ejemplar vivo data de 1903 y se estima que se extinguió no más tarde de 1904. Puede que se extinguiera como consecuencia de alguna enfermedad importada a través de ratas negras llegadas a la isla inadvertidamente en algún barco, pues entre 1902 y 1903 se vieron individuos moribundos, y, quizá también, presa de perros o gatos, igualmente importados.

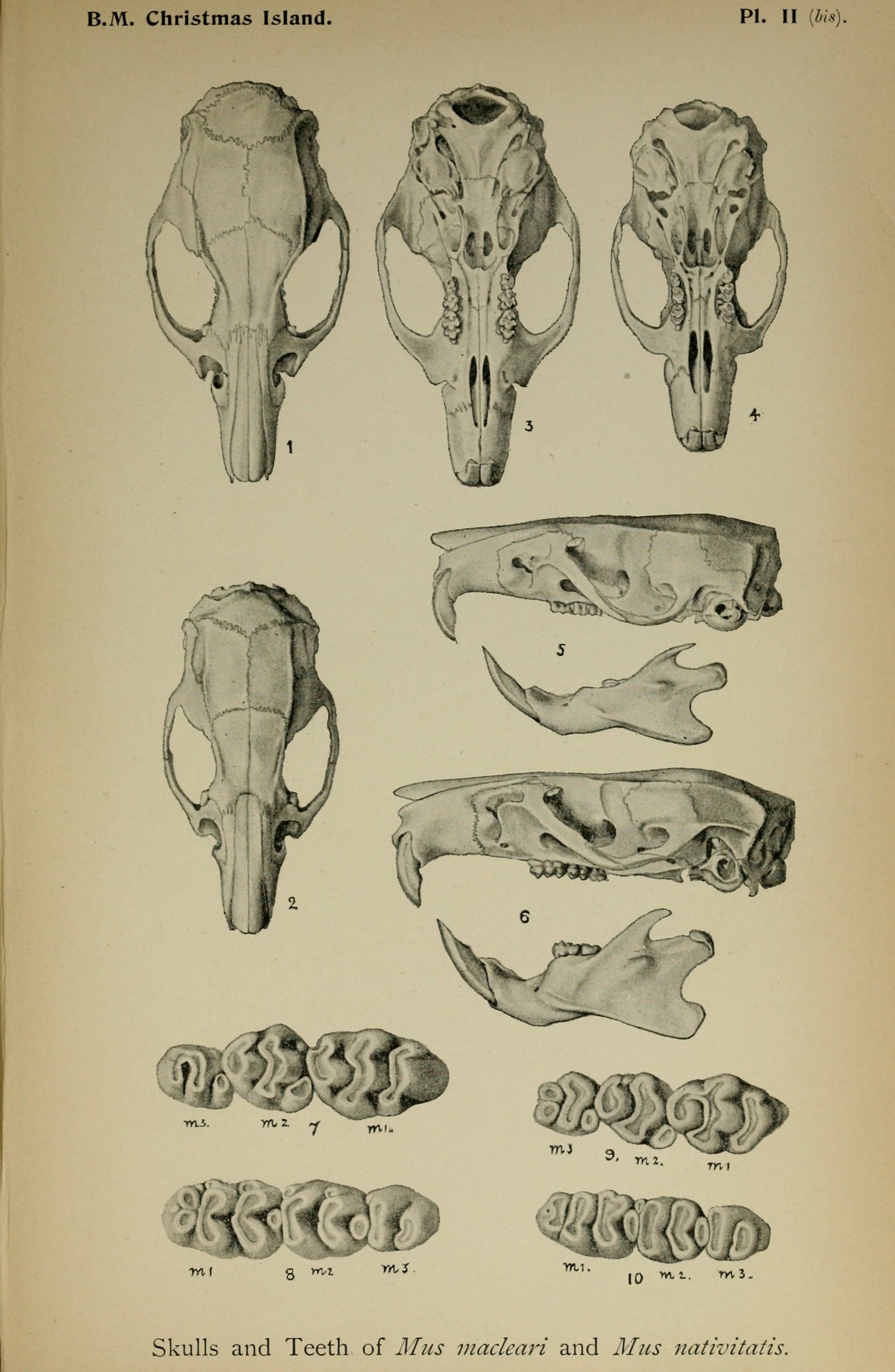
Cráneos de R. nativitatis y de Rattus macleari